# شعب الذخري (المعافر)

تعديل مصدري - تعديل

شعب الذخري  هي إحدى قرى الجمهورية اليمنية. تتبع جغرافيا لمحافظة تعز وإداريًا لمديرية المعافر. يبلغ تعداد سكانها 987 نسمة حسب التعداد السكاني في اليمن في 2004.